# Stanley G. Thompson

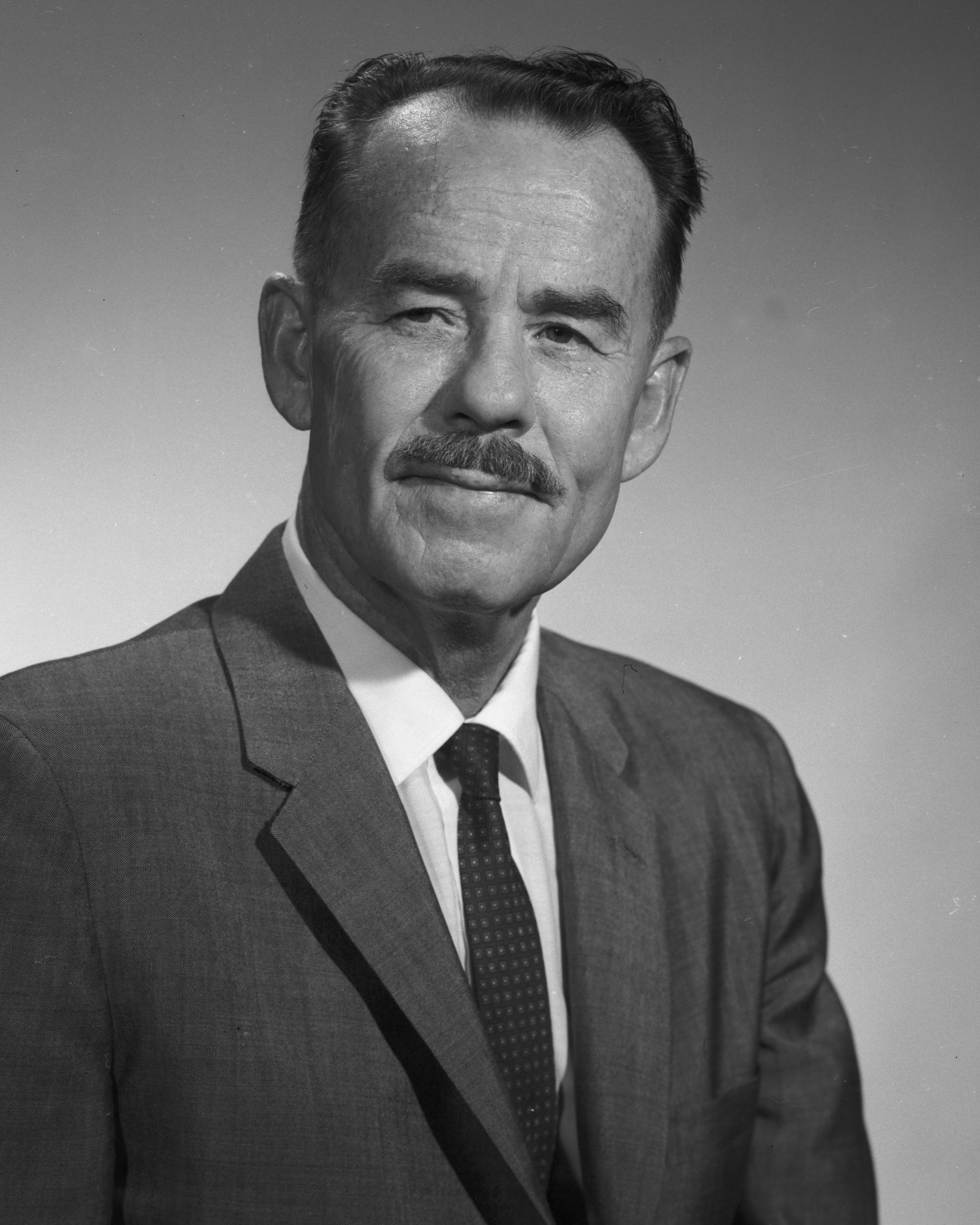
Stanley G. Thompson, Juni 1964

Stanley Gerald Thompson (* 9. März 1912; † 16. Juli 1976) war ein US-amerikanischer Nuklearchemiker. Thompson entdeckte zusammen mit Glenn T. Seaborg – wofür Seaborg 1951 mit Edwin McMillan den Nobelpreis erhielt – und anderen Transurane, wie Berkelium und Californium. Insgesamt war er wesentlich an der Entdeckung von fünf Transuranen beteiligt (neben den erwähnten Americium, Curium, Einsteinium). Er war als Nuklearchemiker am Rad Lab (dem späteren Lawrence Berkeley National Laboratory) von 1946 bis zu seinem Tod 1976 tätig.

## Leben und Werk
Thompson studierte an der University of California, Los Angeles (UCLA) Chemie mit dem Bachelor-Abschluss 1934 und ging dann ans Labor von Standard Oil of California.
Ende 1942 holte Seaborg Thompson an das Metallurgische Labor in Chicago, wo die industrielle chemische Erzeugung von Plutonium entwickelt werden sollte. Thompson entwickelte in wenigen Monaten den Wismut-Phosphat-Prozess zur großindustriellen Produktion von Plutonium und überwachte dessen Umsetzung in der Hanford Site. Thompson leitete dort auch die Ausbildung hunderter Chemiker in dem Verfahren. In nur zwei Jahren gelang ihm so der Aufbau der Plutoniumproduktion, die den Bau der Plutoniumbomben in Los Alamos ermöglichte.
Thompson kehrte danach nach Chicago und ein Jahr darauf nach Berkeley zu Seaborg zurück und entwickelte die für die Isolation der in der Berkeley Gruppe neu entdeckten Transurane wichtige Ionenaustausch-Adsorptions-Elutions-Methode. Die Eigenschaften von Americium und Curium waren dann Gegenstand seiner Dissertation 1948 an der University of California, Berkeley (Nuclear and chemical properties of americium and curium). 1949/50 leitete er das Team, das Berkelium und Californium entdeckte (und er war 1958 an der Herstellung in größeren Mengen zusammen mit Burris B. Cunningham beteiligt). Er war auch an der Entdeckung von Einsteinium, Fermium (beide aus Resten der Wasserstoffbombenexplosion Mike November 1952) sowie Mendelevium beteiligt.
1966 war er zu einem Gastaufenthalt am Niels-Bohr-Institut in Kopenhagen. In Berkeley suchte er ab den 1960er Jahren nach den Elementen in der Stabilitätsinsel um die Ordnungszahl 114 in Gold, wobei sie deren vorhergesagte spontane Spaltung mit Neutronendetektoren finden wollten, abgeschirmt von kosmischer Strahlung in einem Eisenbahntunnel in den Hügeln von Berkeley. Sie fanden aber nichts. In den 1970er Jahren befasste er sich am HILAC-Schwerionen-Beschleuniger in Berkeley mit Schwerionen-Reaktionen in der Kernphysik.
Thompson verstarb 1976 infolge einer Krebserkrankung, die mutmaßlich während seiner Arbeit an der Plutonium-Isolierung in industriellem Maßstab in Chicago und Hanford verursacht wurde.
Seaborg beschrieb ihn in einem Nachruf als seinen Freund (beide waren etwa gleichaltrig, besuchten dieselbe High School im Bezirk Watts in Los Angeles und studierten zusammen an der UCLA, zeitweise als Zimmergenossen) und würdigte ihn mit den Worten: „Seine radiochemische Forschung im Zweiten Weltkrieg ist nur mit der Isolierung von Radium durch Pierre und Marie Curie zu vergleichen und seine führende Rolle bei der Entdeckung von fünf Transuranen muss als eine der führenden chemischen Errungenschaften seiner Zeit gewertet werden.“
Er war seit 1938 mit Alice Thompson verheiratet und hatte eine Tochter.

## Auszeichnungen
- 1954 Guggenheim-Stipendium[4], mit dem er am Nobel-Institut in Stockholm tätig war
- 1965 Glenn T. Seaborg Award for Nuclear Chemistry

## Schriften
- S. G. Thompson, A. Ghiorso, G. T. Seaborg; The new element berkelium (atomic number 97), Phys. Rev., 80, 1950, S. 781, 1950
- S. G. Thompson, K. Street Jr., A. Ghiorso, G. T. Seaborg The new element californium (atomic number 98), Phys. Rev. 80, 1950, S. 790, 1950
- S. G. Thompson, B. B. Cunningham, G. T. Seaborg Chemical properties of berkelium, J. Am. Chem. Soc. 72, 1950, S. 2798
- S. G. Thompson, B. G. Harvey, G. R. Choppin, G. T. Seaborg Chemical properties of elements 99 and 100,  J. Am. Chem. Soc. 76, 1954, S. 6229
- S. G. Thompson The collected scientific papers of Stanley Gerald Thompson (1912-1976), 2 Bände, zusammengestellt von Glenn T. Seaborg, University of California Bancroft Library

Die meisten seiner Reporte und Laborbücher während der Zeit im Zweiten Weltkrieg sind immer noch als geheim eingestuft.